# Karen L. Nyberg
 (mars 2023).
Si vous disposez d'ouvrages ou d'articles de référence ou si vous connaissez des sites web de qualité traitant du thème abordé ici, merci de compléter l'article en donnant les références utiles à sa vérifiabilité et en les liant à la section « Notes et références ».
Pour les articles homonymes, voir Nyberg.
Karen LuJean Nyberg (née le 7 octobre 1969) est une ingénieure et une astronaute de la NASA. Elle est la 50e femme à être allée dans l'espace. Elle a fait partie de la mission STS-124 vers la Station spatiale internationale puis de l'équipage permanent de la station en 2013.

## Biographie
Nyberg possède un diplôme en génie mécanique de l'université du Dakota du Nord en 1994. Elle poursuit ses études à l'université du Texas à Austin, centrées sur la thermorégulation humaine et l'essai métabolique expérimental et de contrôle, et en se concentrant sur le contrôle de la neutralité thermique dans les combinaisons spatiales. En 1998, son doctorat au Laboratoire d'Austin porte sur le transfert biochaleur.
Elle a travaillé pour la NASA au Centre spatial Lyndon B. Johnson de 1991 à 1995. En 1998, après l'obtention de son doctorat, elle accepte un poste dans la Division des Systèmes Thermiques et travaille comme ingénieur des systèmes de contrôle environnemental pour améliorer les systèmes de contrôle thermique des combinaisons spatiales et évaluer les technologies de refroidissement des combinaisons de sapeur-pompier. Elle a fourni des dessins conceptuels du système de contrôle thermique et l'analyse du système de contrôle de l'environnement pour une chambre hyperbare pliable.
En 2000, elle a été sélectionnée dans le groupe 18 d'astronautes.
En mai 2008, elle effectue son premier vol dans l'espace, occupant le poste de spécialiste de mission pour la mission STS-124. À bord de la navette Discovery, l'équipage a pour tâche principale d'acheminer Kibō, un module-laboratoire japonais, jusqu'à la Station Spatiale internationale.
En mai 2009, Nyberg est nommée spécialiste de mission sur la mission STS-132 d'Atlantis. Mais, en août, elle est remplacée par Michael T. Good pour des raisons médicales.
De mai à novembre 2013, elle fait partie de l'équipage de l'expédition 36 et de l'expédition 37 vers la station spatiale internationale. Elle occupe alors le poste d'ingénieur de vol.
Depuis, elle a travaillé pour la NASA au sein du département des navettes spatiales. Au sein du département d'exploration, elle a été chef du département de robotique.
Elle est mariée à l'astronaute Douglas Hurley. Ensemble ils ont un fils, Jack, né en 2010.
Karen Nyberg a quitté le statut d'astronaute actif en octobre 2018.

## Galerie

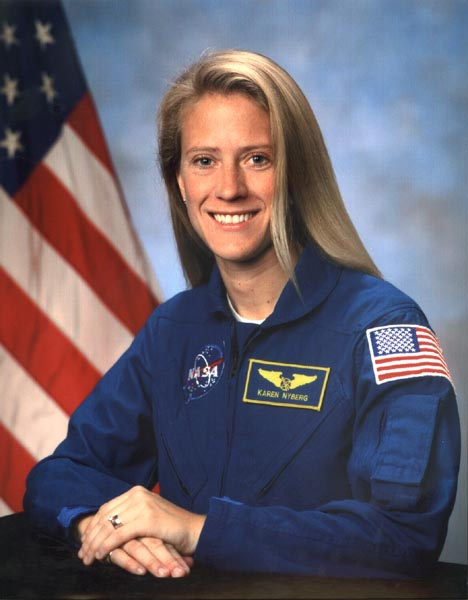
Photo officielle de sa sélection, en 2000.
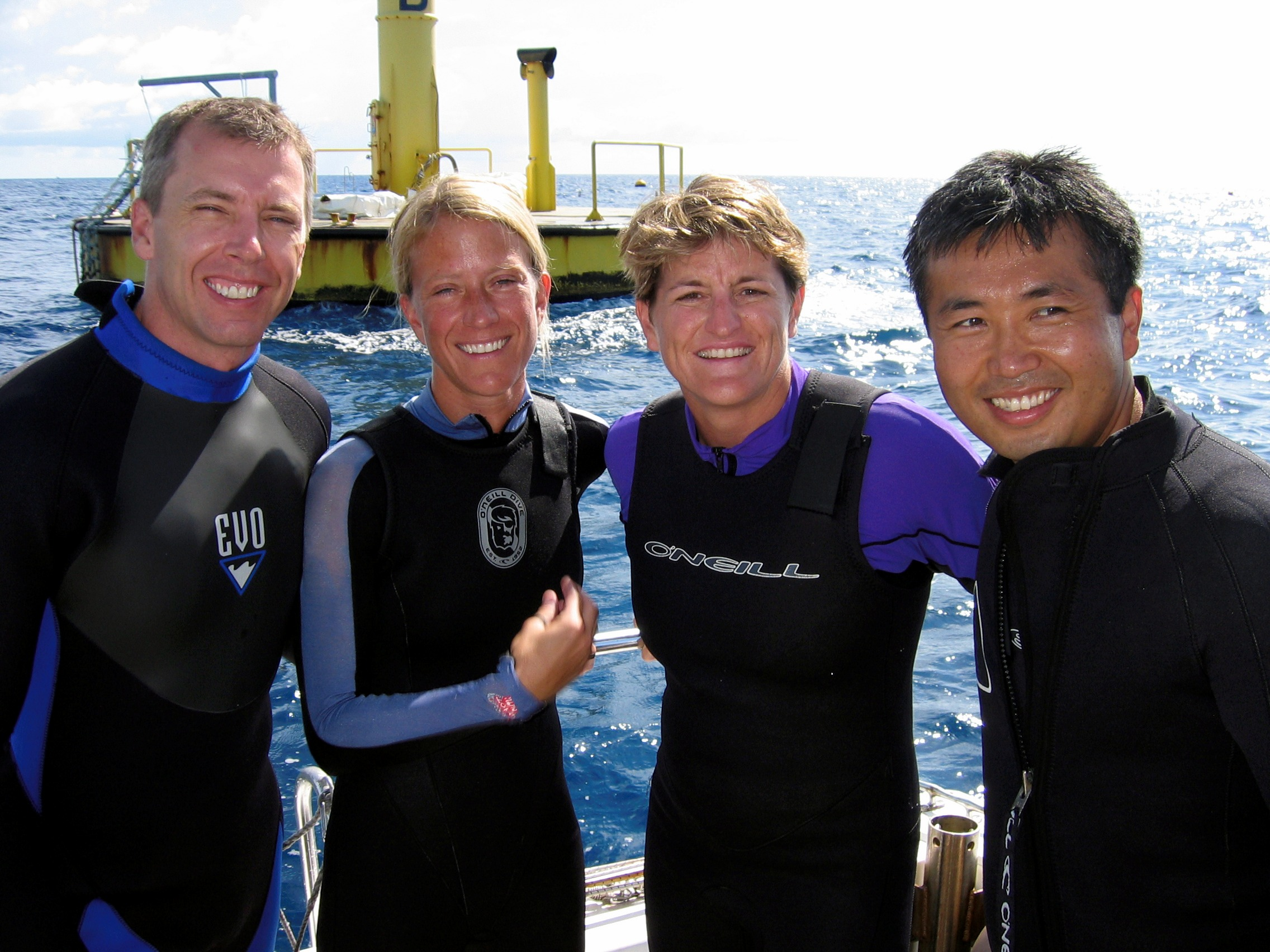
Lors de la mission sous-marine NEEMO-10.
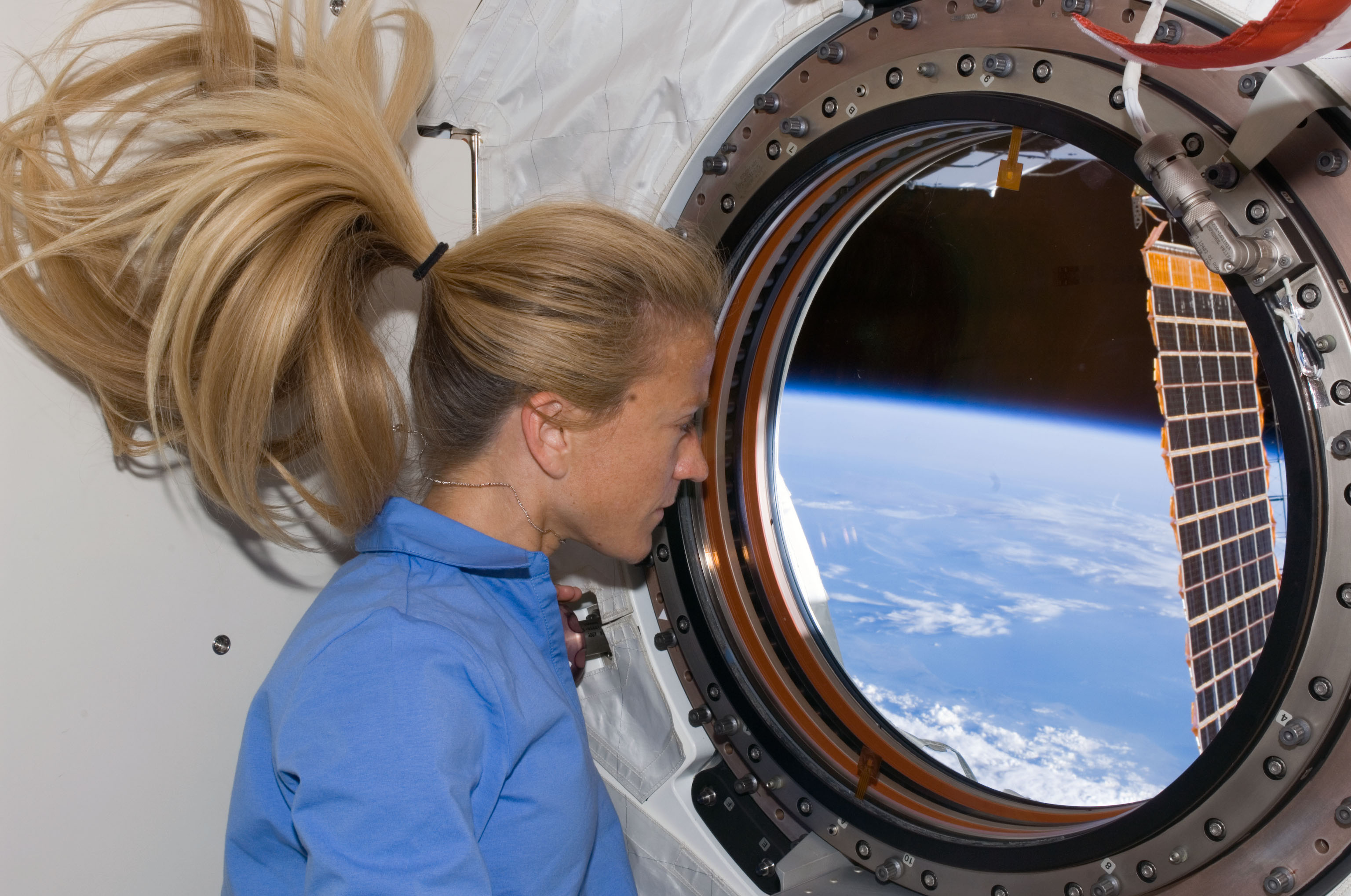
En 2007.
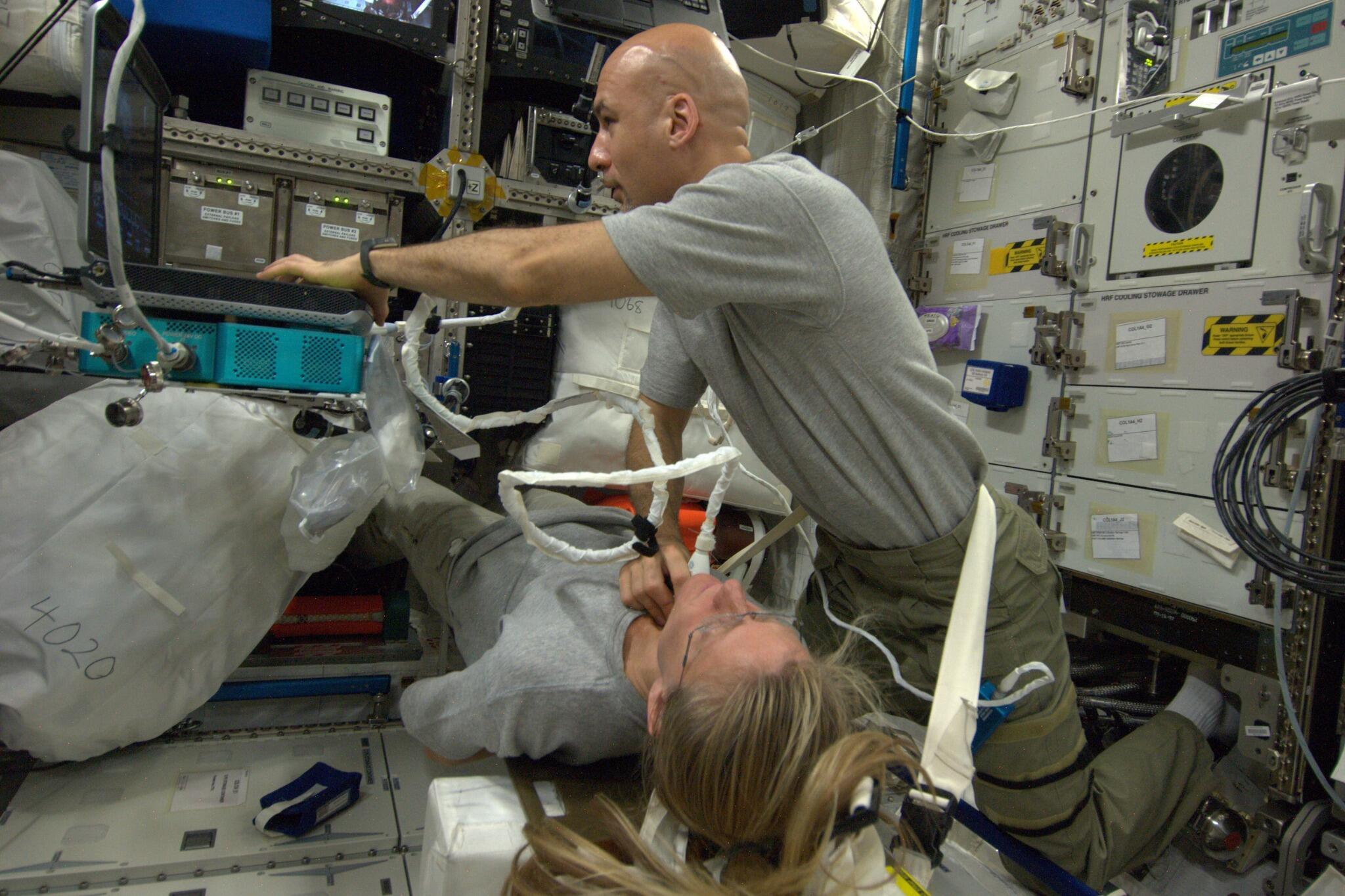
En train d'effectuer une expérience sur les ultrasons avec Luca Parmitano, lors de sa seconde mission.

## Vols effectués
- STS-124
- Soyouz TMA-09M (Expédition 36/37)